# 2013年英國高爾夫球公開賽
2013年英國高爾夫球公開賽是第142屆英國高爾夫球公開賽，於7月18日至7月21日期間在蘇格蘭東洛錫安嘉齡莫里菲爾德高爾夫球場舉辦。比賽最後由菲爾·米克森以低於標準桿3桿的66桿總成績贏過亨里克·斯滕松而奪得冠軍，這也是其生涯累積的第五座四大賽冠軍。另外包括伊恩·保爾特、亞當·斯科特以及李·維斯特伍德則排在亞軍亨里克·斯滕松之後，共同排行這次公開賽第三名。

## 外部連結
- （英文） The Open Championship（页面存档备份，存于）
- （英文） THE 142nd OPEN CHAMPIONSHIP 2013（页面存档备份，存于）
- （英文） Open Championship
- （英文） 2013 Open Championship at the Muirfield Golf Links, Gullane, East Lothian, Scotland（页面存档备份，存于）
- （英文） Muirfield